# Dzierżyńsk (Rosja)
Dzierżyńsk (ros. Дзержинск, do 1929 Rastiapino) – miasto w Rosji (część europejska), w obwodzie niżnonowogrodzkim, port śródlądowy nad Oką. Około 229 tys. mieszkańców (2020). Duży ośrodek przemysłowy. Głównie przemysł chemiczny (także maszynowy, drzewny, materiałów budowlanych i spożywczy), w tym – w czasach ZSRR, od roku 1941 – ważny ośrodek produkcji broni chemicznej, a także składowania niebezpiecznych odpadów chemicznych, przez co mieszkańcy miasta narażeni są na ciężkie zatrucia, będące ich skutkiem choroby, a wskutek tego też na większe zagrożenie przedwczesną śmiercią.
Do 1929 roku Rastiapino, obecna nazwa miasta pochodzi od nazwiska Feliksa Dzierżyńskiego, radzieckiego działacza komunistycznego polskiego pochodzenia.